# グレゴリー・ダーク
グレゴリー・ダーク（Gregory Dark、出生名：グレゴリー・ヒッポリト・ブラウン（Gregory Hippolyte Brown）1957年7月12日 - ）は、カリフォルニア州・ロサンゼルス出身のアメリカ合衆国の映画監督。アレキサンダー・ヒッポリト、グレゴリー・ブラウン、ダーク・ブラザース等ともクレジットされる。

## 人物
ダークは1980年代中頃から1990年代にかけて監督したハードコア・ソフトコアポルノ映画で最も知られている。しかしその後ダークはインスペクター・デック、イグジビット、リンキン・パーク、スヌープ・ドッグ、ブリトニー・スピアーズ、ザ・コーリングなどの著名なミュージシャンたちのミュージック・ビデオの監督を務めた。
初のメジャー映画『シー・ノー・イーヴル 肉鉤のいけにえ』は、WWEスタジオのもとで製作され、ライオンズゲートにより2006年5月19日にアメリカ全土で公開された。

## 受賞
- 1986年 XRCO Best director - 『ミス・ジョーンズの背徳3・4 (Devil in miss Jones 3+4)』[1]
- 1995年 XRCO殿堂入り[2]
- AVN殿堂入り（ダーク・ブラザース名義）[3]

## 監督作品の一部

### ポルノ映画
- 1985年：『ニュー・ウェイブ・フッカーズ/序章・禁じられた果実 (New Wave Hookers)』(XRCO殿堂入り映画)
- 1985年：『Black Throat』(XRCO殿堂入り映画)
- 1986年：『ミス・ジョーンズの背徳3 (Devil in Miss Jones 3: A New Beginning)』
- 1986年：『ミス・ジョーンズの背徳4 (Devil in Miss Jones 4: The Final Outrage)』
- 1991年：『サヴァンナ in ニュー・ウェイブ・フッカーズ2 (New Wave Hookers 2)』
- 1993年：『ニュー・ウェイブ・フッカーズ3/高級娼館の聖女 (おんな) (New Wave Hookers 3)』
- 1994年：『ニュー・ウェイブ・フッカーズ4 (New Wave Hookers 4)』
- 1995年：『ミス・ジョーンズの背徳'95/地獄 (Devil In Miss Jones 5: Inferno)』

### 一般映画
- 1988年：『デッドマン・チェイサー (Dead Man Walking)』
- 1990年：『シャドー・ブレイン/洗脳と破壊のストリート (Street Asylum)』
- 1991年：『ビバリーヒルズ・エクスタシー (Carnal Crimes)』
- 1992年：『セクシーツイン (Mirror Images)』
- 1992年：『ナイト・リズム/セクシーDJ殺人事件』 Night Rhythms
- 1992年：『シークレット・ゲーム/甘く危険な秘密 (Secret Games)』
- 1992年：『アニマルインスティンクト/不倫願望ジョアンナ』 Animal Instincts
- 1993年：『秘められた欲望・精神分析医の秘密 (Body of Influence)』
- 2006年：『シー・ノー・イーヴル 肉鉤のいけにえ』 See No Evil